# Agave rzedowskiana
Agave rzedowskiana ist eine Pflanzenart aus der Gattung der Agaven (Agave). Ein englischer Trivialname ist „Rzedowskiana´s Agave“.

## Beschreibung
Agave rzedowskiana wächst gruppenbildend mit einem Durchmesser von 50 bis 80 cm. Die grünen bis bläulichen, linealischen bis dreikantigen variabel angeordneten Blätter sind 11 bis 50 cm lang und 7 bis 14 cm breit. Die Blattränder sind fein gezahnt. Der rötliche bis braune Enddorn wird bis 2,5 cm lang.
Der rispige, gerade bis gebogene Blütenstand wird 0,4 bis 1,7 5 m hoch. Die grünen bis purpurfarbenen, zahlreichen, trichterförmigen Blüten sind 20 bis 25 mm lang, erscheinen am oberen Teil des Blütenstandes und bilden sich bis zur Spitze. Die Blütenröhre ist bis 10 mm lang.
Die kugelförmigen bis länglichen, dreikammerige Kapselfrüchte sind 7 bis 13 mm lang und 6 bis 9 mm breit. Die schwarzen, halbkugeligen, dreikantigen Samen sind 2,5 bis 3 mm lang und 1 bis 2 mm breit.
Die Blütezeit reicht von Februar bis März.

## Systematik und Verbreitung
Agave rzedowskiana wächst in Mexiko in den Bundesstaaten Jalisco und Sinaloa an steinigen, steilen  Hängen in Waldland in 1600 bis 1700 m Höhe. Sie ist vergesellschaftet mit Agave pedunculifera, Agave guadalajarana, Agave pedunculifera, Mammillaria scrippsiana und zahlreichen Sukkulentenarten.
Die Erstbeschreibung durch Pablo Carillo-Reyes, Rito Vega Aviña und Raymundo Ramírez-Delgadillo wurde 2003 veröffentlicht.
Agave rzedowskiana ist ein Vertreter der Gruppe Striatae und ist verstreut an steinigen, steilen Hängen im westlichen Teil von Sierra Madre Occidental angesiedelt. Typisch sind die engen, gefurchten, harten, dicken, fleischigen, variabel angeordneten Blätter, die Agave striata subsp. falcata ähneln. Agave rzedowskiana ist nahe verwandt mit Agave dasylirioides und Agave petrophila, die jedoch in unterschiedlichen Höhenlagen vorkommen. Gleichwohl sind Unterschiede in Größe, Form, Blatt- und Blütenstruktur erkennbar.
Ein nomenklatorisches Synonym ist Echinoagave rzedowskiana (P.Carrillo, Vega & R.Delgad.) A.Vázquez, Rosales & García-Mor.